# Jean de Lastic
Jean de Lastic (ur. 1371 w Owerni, zm. 19 maja 1454) — 36 wielki mistrz joannitów od 6 listopada 1437, wcześniej przeor Owernii.